# 요제프 하이든
프란츠 요제프 하이든(독일어: Franz Joseph Haydn, 1732년 3월 31일 ~ 1809년 5월 31일)은 오스트리아의 작곡가이다. 106곡의 교향곡, 68곡의 현악4중주곡 등으로 고전 시대 기악곡의 전형을 만들어 실내악 발전에 중요한 역할을 했다. 특히 제1악장에서 소나타 형식을 완성한 사람으로도 유명하다. 음악 형식에 기여한 공로로 서구에서는 "교향곡의 아버지"(Father of the Symphony)나 "현악 사중주의 아버지"(Father of the String Quartet)라고도 불린다.
하이든은 시골 마을에서 노동자 계층의 자녀로 태어나 불우한 환경에서 성장했다. 그는 빈의 성 슈테판 대성당에서 소년 성가대원으로 활동하며 음악 경력을 시작한 뒤, 프리랜서 음악가로 고된 시기를 보냈다. 이후 그는 헝가리 시골의 에스테르하지 궁전에서 에스테르하지 가문의 음악 감독으로 오랜 기간 활동하며 안정적인 커리어를 쌓았다.
하이든은 에스테르하지 궁정에서 자신만의 오케스트라를 운영할 수 있었지만, 다른 작곡가들과 음악적 흐름에서 고립된 환경에 놓였다. 이에 대해 그는 "나는 독창적일 수밖에 없었다."라고 회고했다. 그러나 그의 작품은 출판을 통해 널리 유통되었고, 결국 그는 유럽에서 가장 유명한 작곡가로 자리 잡았다.
1790년, 주요 후원자인 니콜라우스 에스테르하지 후작이 사망하자, 하이든은 여행할 자유를 얻었다. 이후 그는 런던과 빈에서 공개 연주를 하며 명성을 더욱 높였다. 하지만 1803년부터 1809년 사망할 때까지 건강이 악화되어 작곡을 더 이상 할 수 없는 상태로 지냈다. 만년에는 미사곡과 《천지창조(天地創造) Schöpfung》(1798), 《사계(四季) Die Jahreszeiten》(1801) 등 오라토리오풍의 교회음악의 명작을 남겼다.
하이든은 모차르트의 친구이자 멘토, 베토벤의 스승이었으며 작곡가 미하엘 하이든의 형이었다.

## 일생
1732년 3월 31일 오스트리아의 동쪽 로라우(Rohrau)에서 태어났다.
프랑스의 작가 보마르셰와 같은 해의 태생으로, 이 무렵 프로이센의 프리드리히 1세는 절대주의를 확립했다.
음악을 좋아하는 마차 수리공인 아버지를 둔 하이든은 12남매 중 둘째로 태어났다.
1738년 음악의 재능을 인정받고 수양아저씨 프랑크(프랑스)의 집에 맡겨져 교육을 받게 된다.
그리고 1740년 빈의 성 스테파노 대성당의 소년합창대에 들어간 그는 당시의 오스트리아 여제 마리아 테레지아의 총애를 받았으나 1749년 변성기에 들어가자 합창대를 나와 그때부터 빈에서 자유롭기는 하였지만 불안정한 생활을 시작하게 되었다.
그런 생활이 1759년까지 10년간이나 계속되고 그 동안의 자세한 경위는 잘 알려져 있지 않지만 독학으로 작곡을 공부하는 한편, 어느 시기에는 이탈리아의 오페라 작곡가인 N.포르포라에게 작곡을 배우기도 하고 음악 애호가인 귀족 툰 백작부인의 하프시코드 교사가 되기도 하였으며, 오스트리아의 귀족 퓌른베르크 남작 집안의 실내음악가로 고용되기도 하였다 한다. 또 스테파노 대성당 등에서 바이올린을 연주하거나 가수로서 예배주악에 참가하기도 하였으며 밤에는 세레나데악단에 참여하여 빈 거리로 나와 돈을 버는 일도 하였다.
이처럼 고생을 하면서 음악과 더불어 살아간 그는 10년 후인 1759년 마침내 보헤미아의 칼 폰 모르친(Karl von Morzin) 백작의 궁정악장(宮廷樂長)에 취임하였다. 보헤미아에 부임한 하이든은 그곳에서 초기의 교향악과 관악합주인 디베르티멘토를 작곡하였다. 그러다가 백작의 집안 재정상태가 좋지 않아 악단이 해산되는 바람에 다시 실업자가 되어 빈으로 돌아왔고, 1760년 11월 가발업자의 딸 마리아 안나 켈러(Maria Anna Keller)와 결혼하였다. 하지만 그는 연상의 아내에게서 가정의 행복을 평생 느끼지 못한다. 1761년 5월 1일 하이든은 예술의 열렬한 옹호자인 헝가리의 귀족 파울 안톤 에스테르하지 후작 집안의 관현악단 부악장(副樂長)에 취임하였다. 당시 관현악단의 관리와 훈련이 그 주임무였으며, 이로써 관현악 작법도 현저히 진보했다.
1762년 파울 안톤 후작이 타계하자 형과 마찬가지로 열렬한 예술의 옹호자인 동생 니콜라우스 후작이 뒤를 잇는다.그의 후원아래 관현악단은 충실히 확대되고 악장으로 취임한 하이든은 1790년까지 거의 30년에 가까운 세월을 충실한 악장으로 근무하였다. 후작은 베르사유 궁전에 자극을 받아 새로운 에스테르하자(Eszterháza) 별궁을 세우고 함께 여름 동안에는 전속 음악가도 동행하였는데, 1772년 여름 후작의 체재가 길어지자 《고별 교향곡》을 작곡하게 되는 유명한 일화가 생겼다. 이러한 예에서도 볼 수 있듯이 부지런하고 충실한 악장 하이든과 단원과의 사이는 매우 원만해서, 교향곡 외에도 단원을 독주자로 하는 협주곡과 실내악곡을 많이 썼다. 그 동안에 많은 교향곡·현악4중주곡·오페라 등을 작곡하였는데, 특히 교향곡과 현악 4중주곡 등 실내악·클라비어소나타 등 기악곡에서 고전 시대 음악의 규범이 되는 형식을 창조하고, 1781년에는 소나타 형식의 전형으로 간주되는 6곡으로 된 《러시안 4중주곡》을 완성하였다. 이것은 모차르트에게도 영향을 준 작품이다. 그리고 1780년대에는 파리의 오케스트라를 위한 6곡의 《파리교향곡》을 비롯하여 《토스토교향곡》(2곡) 《도니교향곡》(3곡) 등 명작을 잇달아 작곡하였다. 1790년 9월 그가 오랜 세월을 모시던 니콜라우스 에스테르하지 후작이 사망하자 그는 명예 악장이라는 칭호를 받음과 함께 그 직을 물러나 빈에서 살았다.
이 무렵 독일의 바이올린 연주자로서 런던에서 오케스트라를 거느리고 성공을 거둔 J.D.잘로몬의 권유로 그는 영국으로 건너갔다. 그리고 1791년부터 이듬해에 걸쳐 런던에서 오케스트라 시즌에 출연하였는데, 그는 《잘로몬 교향곡》(제1기, 6곡)을 작곡하여 크게 성공하고, 옥스퍼드 대학교에서 명예음악박사의 칭호를 받았다. 그런 성과에 크게 자극을 받은 하이든은 1794년에서 이듬해에 걸쳐 다시 영국을 방문, 《잘로몬교향곡》(제2기, 6곡)을 작곡하였다. 만년에 하이든은 다시 에스테르하지 집안의 악장으로 되돌아갔으며, 뛰어난 미사곡 6곡을 작곡하고 또 두 개의 오라토리오의 대작 《천지창조》와 《사계》를 작곡하였다.
하이든은 젊은 모차르트와 친교가 있었는데, 첫 번째 영국 체류 중이던 1791년에 모차르트는 36세로 세상을 떠났다. 런던에서 독일로 돌아가던 1792년 본에 들렀던 하이든은 거기서 처음으로 젊은 베토벤을 만났으며, 그 후 잠시 빈에서 그에게 음악을 가르쳤고 베토벤이 왕성한 작곡 활동을 하게 될 무렵에는 은퇴하여 여생을 즐겼다. 그리고 나폴레옹의 제2차 빈 공략의 포성을 들으면서 77세의 나이로 생애를 마쳤다.

## 하이든의 업적
하이든은 18세기 후반의 빈 고전파에서 중심인물 중의 한 사람으로 주로 교향곡이나 현악4중주곡 등의 기악형식의 완성에 공헌하였다. 또한 만년의 2개의 오라토리오나 미사곡에서도 뛰어난 업적을 볼 수 있다. 하이든의 작곡활동은 외적, 내적인 특징에 따라 대략 세 시기로 구분된다.

### 1760년경까지 빈
가장 초기의 작품에서는 특별한 예술적 개성은 볼 수 없으며 오히려 토착적인 전통과의 결합(디베르티멘토나 그 밖의 게임음악)을 볼 수 있다.

### 1760-1790(아이젠슈타트에서 에스테르하지)

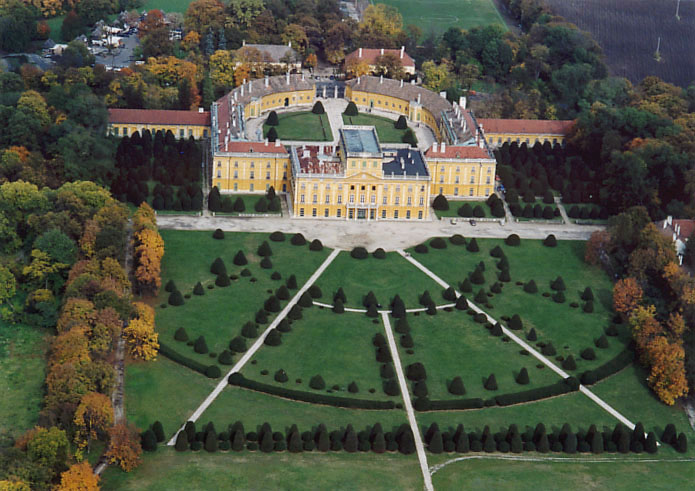
에스테르하지의 전경

1761년, 헝가리의 에스테르하지 후작 가문의 부악장으로 취임하자 초기의 교향곡군이 탄생되었다. 1761년의 표제가 붙은 3부작(제6번 <아침>, 제7번 <낮>, 제8번 <저녁>)으로 대표되는 초기의 교향곡에는 바로크의 흔적이 역력하다. 그러나 1770년경의 이른바 '슈투름 운트 드랑'시기에 이르자 급격히 표현력이 심화하여 클라비어 소나타, 현악4중주, 교향곡 등에 현저한 발전의 자취가 새겨진다. 종래의 클라비어 소나타는 디베르티멘토풍의 경쾌한 성격이었으나 하이든은 엠마누엘 바흐의 '감정과다양식'의 풍부한 표현력이나 클라비어 협주곡의 견고한 구성을 소나타에 이식하여 소나타를 교향적인 것으로 하였다. 현악4중주도 디베르티멘토풍의 성격을 배제, 4악장 구성을 원칙으로 하여 고전파의 현악4중주 구조와 정신이 확립되었다. 여기서는 푸가 형식이 악장에 채택되고 있다. 그리고 이 시기의 교향곡에도 새로운 양식에 대한 의욕을 볼 수 있으며 단조의 채용, 힘찬 리듬적 충동에 의한 표현의 심화가 꾀해지고 있다. 1781년은 하이든이 전적으로 새로운 특별한 방법으로 작곡하였다고 자칭한 <러시안 4중주곡>이 소나타 형식을 실내악의 분야에도 확립한 것으로 의의가 깊다. 1783-1784년의 교향곡(제76번-81번)에는 모차르트의 영향을 받은 것으로 생각되는 특징이 보이나, 한편 모차르트도 1782년부터 1785년에 작곡한 6곡의 현악4중주곡을 하이든에게 바쳐 선배에게 경의를 표하고 있다. 1780년대 후반에는 하이든의 명성이 전유럽에 퍼져 외국으로부터의 작곡 의뢰가 늘어났다. 그리고 1786년에는 파리의 관현악단 콘세르 드 라 로쥬 올람피크로부터의 교향곡 6곡(제82번-87번)의 작곡의뢰를 받았다.

### 1790년 이후(빈과 런던, 다시 빈)
1790년대에는 에스테르하지후(候)가 사망하여 후작가의 악단은 해산되고 하이든은 다만 명예악장으로서 이름만을 남겼을 뿐 빈으로 옮겨졌다. 자유의 몸이 된 하이든은 영국의 흥행사 잘로몬의 권유로 1791년부터 1795년 사이에 두 번에 걸친 영국 여행을 하여 영국의 대편성 오케스트라를 위하여 12곡의 교향곡(제93번-104번)을 작곡하였다. 이는 하이든의 교향곡 창작의 발전의 정점이 되었다. 런던에서 빈으로 돌아온 뒤로 하이든은 교향곡에는 전혀 손을 대지 않고 런던에 와 머무르며 헨델의 오라토리오에 자극을 받아 2개의 오라토리오 <천지창조>, <4계> 및 6개의 대규모 미사곡의 작곡에 몰두하여 만년의 원숙한 경지를 성악분야에 구축하였다. 여기서 하이든은 청년시대의 바로크 음악 경험과 독자적인 교향적 사고와의 참된 통일을 달성하고 있다. 음악사에서 하이든의 업적은 교향곡이나 현악4중주를 통하여 추구된 소나타 형식의 완성에 집약되겠으나 그의 많은 기악곡과 오페라에 나타나는 민족성이나 부포적 성격이 그의 작품에 독특한 매력을 보이고 있다는 점도 경시할 수는 없다. 더구나 만년의 대규모적인 성악곡은 고전파의 표현범위에서 다시 낭만주의의 길마저 암시하고 있다.

### 죽음
이렇듯 다양한 교향곡과 오페라를 직접 작곡하여 전두 지휘하는 등의 많은 업적을 남긴 하이든은 1809년 오스트리아에서 사망한다. 그의 나이 77세였다. 이는 바로크, 고전파, 낭만주의 음악가들 중 가장 오래 산 것이다.

### 죽은 뒤의 시련
1809년에 하이든이 세상을 떠나자 유족들은 장례식을 간소하게 치르고 그의 유언대로 유해를 교회가 아닌 일반묘지 즉 가문의 묘에 안장시켰다. 그런데 예기치 못한 사태가 발생했는데 하이든의 무덤이 파헤쳐진 것이다. 게다가 그의 머리가 온데간데 없어져 유족들은 큰 충격에 빠지게 된다. 이에 오스트리아 제국으로부터 유해찾기를 공식적으로 요청했고 필사적으로 찾기 위해 노력했지만 그의 머리를 찾는 데 필요한 단서나 현장의 목격자가 한 명도 없어 전혀 진전이 없었다.
나중에 왜 무덤이 파헤쳐졌는지 그 사실이 밝혀지게 되었는데 오스트리아 귀족 중 1명이 음악에 천재적 재능을 가졌던 하이든의 뇌를 조사하고 싶어 유태인인 피터와 로젠바움에게 부탁해서 파헤쳐진 일이었다.
그런데 여기에서도 문제가 발생하는데 피터와 로젠바움은 하이든 머리를 더욱 비싼 값에 팔기 위해 하이든 머리의 부폐된 상태를 고려해 다른 노인의 시체의 머리를 꺼내 귀족을 속여 넘겨주고 자신들은 다른 사람에게 팔아 넘겨버린 것이다.
나중에서야 자신이 속았다는 것을 알아차린 그 귀족은 분노했으며 그들을 즉시 붙잡아 조사했으나 이미 하이든의 머리는 익명의 사람에게 팔아버린 뒤였으며 갖가지 수소문하였지만 이미 자취를 감춘 뒤였다. 이후 100여년이 넘도록 하이든 머리는 유럽 전역에 팔려나가는 수모를 겪는다.
이 세월이 흐르는 동안 하이든의 후손들은 생전에는 그의 머리를 찾기 위해 노력했고 자신이 죽을 때는 후손에게 반드시 조상의 머리를 찾아야 한다는 유언을 대대로 남기고 있었다.
한편 오스트리아 정부는 이런 사태에 대해서 "이 사건은 국제적 망신이며 세계적으로 자랑하는 조국의 음악가 머리가 도굴당해 온 유럽에서 장식품처럼 여기저기로 팔려나간 것은 두고볼 수 없다"는 등 많은 의견과 비난여론이 빗발쳤지만 하이든의 머리를 찾는 데 진전이 거의 없었다.
그러다 수소문 끝에 하이든의 머리를 찾는 데는 성공하여 하이든의 후손들과 오스트리아 정부는 반환소송을 청구하였지만 그 유해의 주인은 반환소송에 대한 거부권을 행사하여 되찾는 데 어려움을 맞았고 설상가상으로 제1차 세계대전과, 제2차 세계대전 발발로 인해 유해반환소송은 잠정중단되었다.
그러다가 1954년 6월 마침내 유해반환소송에 승소하여 하이든 머리는 조국의 품으로 돌아왔는데 무덤에서 파헤쳐져 머리가 분리된 지 무려 145년만의 일이었다. 이 소식을 들은 오스트리아주민 수십만 명이 나와 145년만에 조국에 돌아온 하이든의 머리를 맞이했다.
또한 오스트리아 대통령 및 정치인들이 하이든의 미사에 대거 참석해 대 음악가의 안식을 간절히 바라며 이제서야 머리를 찾은 것에 대해 하이든 후손들에게 정식으로 사죄했다.

## 악기
작곡가가 사용한 "빈의 안톤 월터" 포르테 피아노가 현재 아이젠 슈타의 하이든 하우스에 전시되어 있다.. 1788년 비엔나에서 하이든은 웬젤 샨츠가 만든 포르테 피아노를 구입하였다. 작곡가가 런던을 처음 방문했을 때 영국의 피아노 제작자인 존 브로드 우드가 그에게 연주회용 그랜드 피아노를 제공했다.

## 작품 목록
- 요제프 하이든의 교향곡 목록
- 첼로 협주곡 1번 다장조
- 첼로 협주곡 2번 라장조
- 트럼펫 협주곡 내림마장조
- 현악4중주 Op.3

## 참고 자료
- 데이비드 비커스, 《하이든, 그 삶과 음악》(김병화 역, 포노, 2010). ISBN 978-89-93818-12-3
- 이 문서에는 다음커뮤니케이션(현 카카오)에서 GFDL 또는 CC-SA 라이선스로 배포한 글로벌 세계대백과사전의 "서양 음악의 역사" 항목을 기초로 작성된 글이 포함되어 있습니다.